# الحجازية (الرقة)
الحجازية قرية سورية تتبع ناحية عين عيسى في منطقة تل أبيض في محافظة الرقة. بلغ عدد سكانها 499 نسمة في عام 2004 حسب إحصاء المكتب المركزي للإحصاء.